# Donje Selo (Šolta)

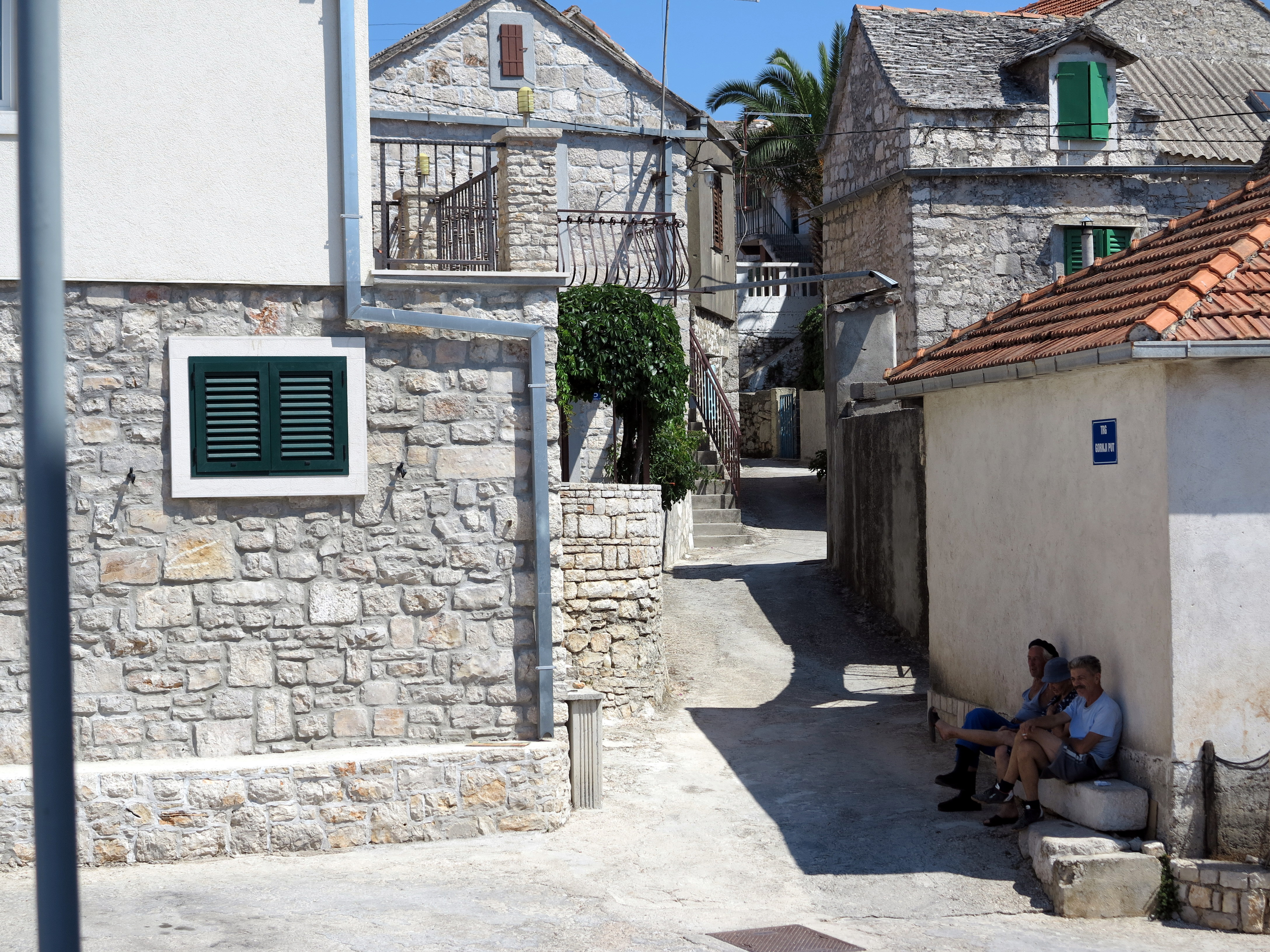
Gässchen am Hauptplatz

Donje Selo, das Unterdorf, ist eine Bauerndorf auf der Insel bzw. Gemeinde Šolta in der kroatischen Gespanschaft Split-Dalmatien in der Adria gegenüber von Split westlich von Brač. Donje Selo gehört zu Grohote und hat 161 Einwohner.

## Geografie & Demografie

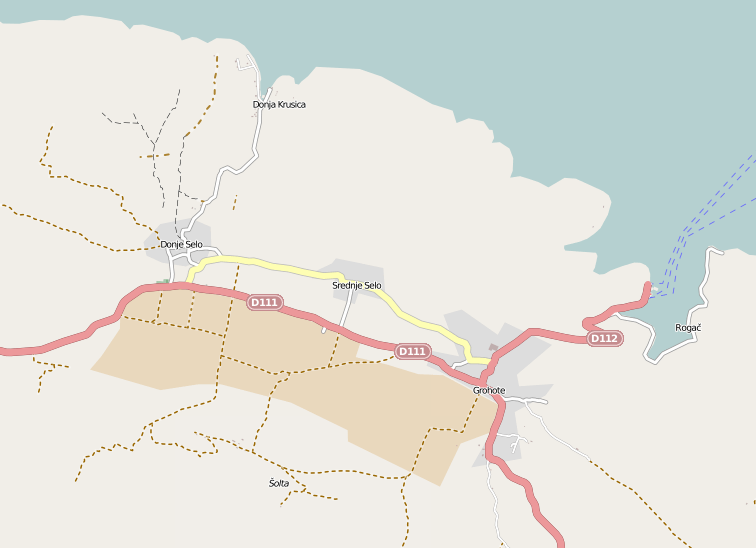
Donje Selo bei [http://www.openstreetmap.org/?lat=43.3972&lon=16.2733&zoom=14&layers=M OpenStreetMap

Donje Selo, das untere Dorf ist mit dem Festland (Split) über Autofähren und Katamaranfähren via Rogač oder Stomorska verbunden. Es ist 2,9 km vom Hauptort der Insel, Grohote entfernt. Vom Fährhafen Rogač aus verkehren Busse nach Donje Selo. Zum Ort gehört das umliegende Gebiet.
Donje Selo liegt am nordwestlichen Rand des fruchtbaren Feldes Donje polje, dem unteren Feld. Das obere Feld ist jenes von Gornje Selo, wo die reichsten Bauern ansässig waren. Die alte Straße führt vom Ortszentrum in Donje Selo nach Srednje Selo weiter nach Grohote. Die Staatsstraße D111 zieht im Süden an den Orten vorbei. Eine Nebenstraße geht vom Ortszentrum in Donje Selo in die nördlich gelegene Bucht Donja Krušica, dem zum Ort gehörenden Hafen.

## Wirtschaft

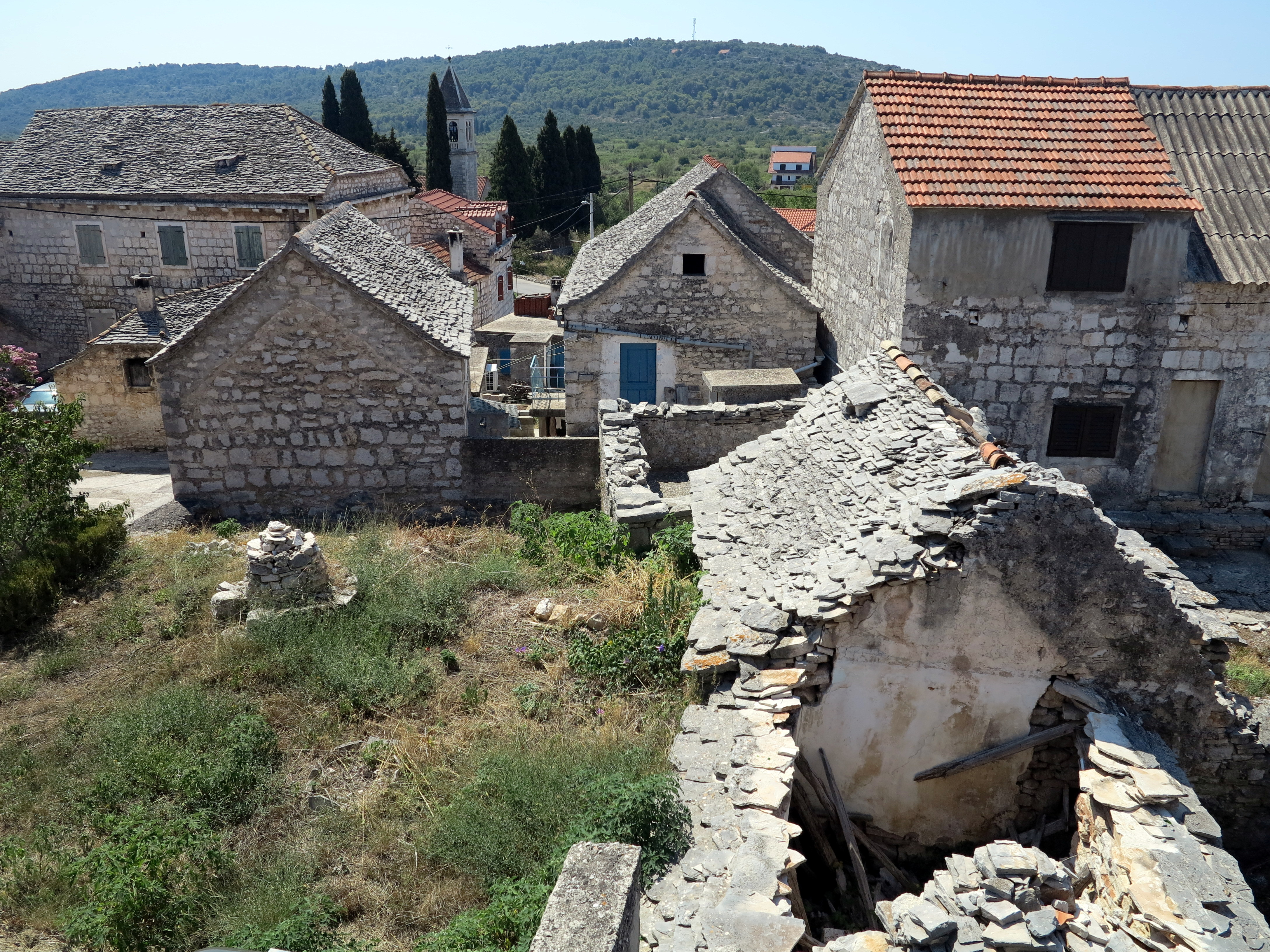
Donje Selo Blickt Richtung Süden

Donje Selo ist ein einfaches Bauerndorf ohne Tourismus. Nur im Hafen des Ortes, in Donja Krušica, gibt es sechs Apartmentanbieter. Im Dorf leben Bauern und Fischer. Das Umland von Donje Selo gilt in der Jagdsaison als das beste Jagdgebiet der Insel.

## Geschichte

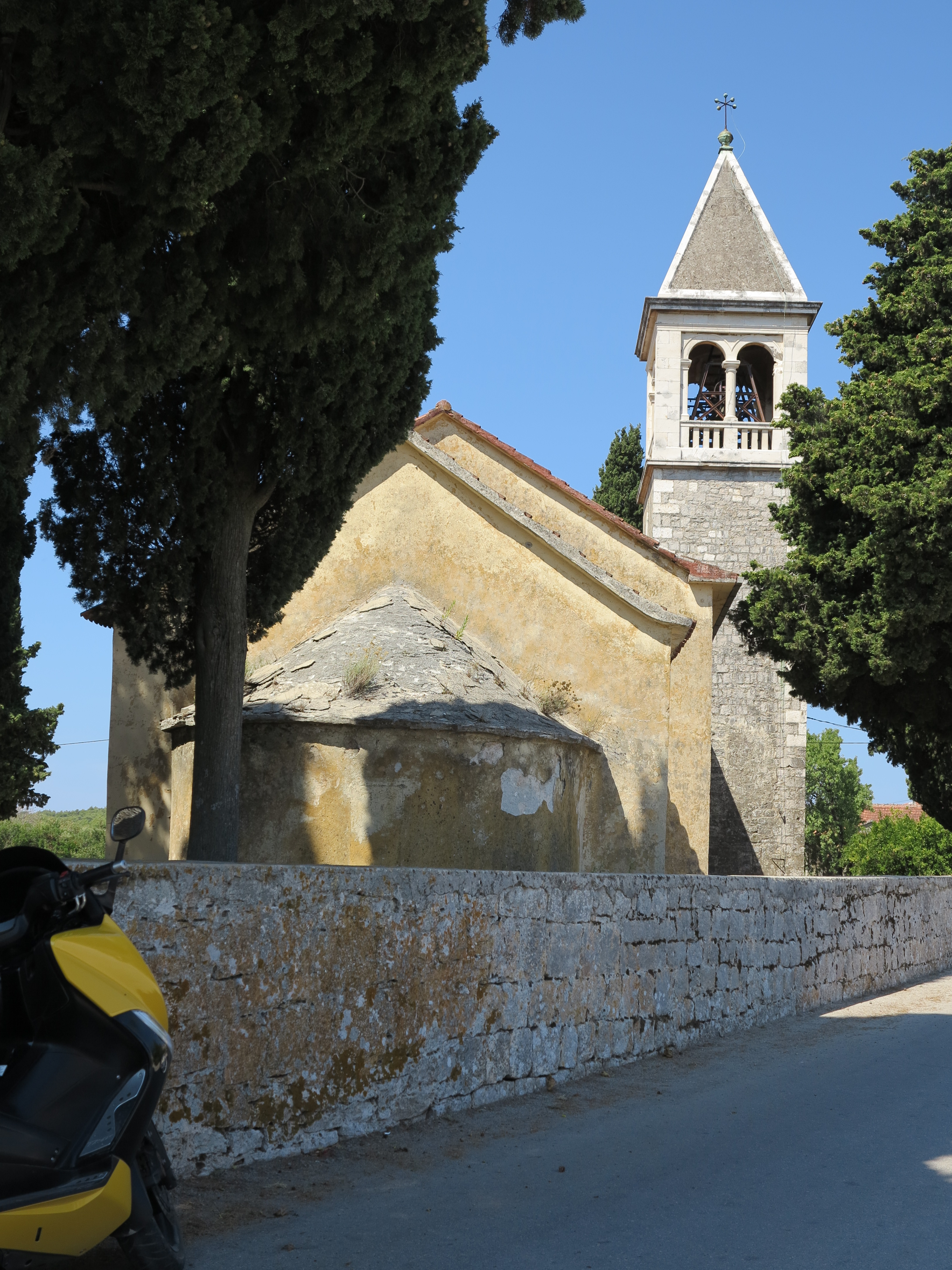
Kirche hl. Martin

Eine erste schriftliche Erwähnung datiert von 1474 als Villa inferior. 100 Jahre später, um 1579 wurde der kroatische Name Dognesello verwendet. Die Frauen von Donje Selo nennt man Dolivaška, was auf das altslawische bzw. kroatische vas für Dorf zurückgeht. Wahrscheinlich hieß der „obere Ort“ auch einmal Srednje vas. Noch zur Zeit der Österreichisch-Ungarischen Monarchie wird der Ort in der Verwaltung bis 1918 mit dem italienischen Namen Villa Inf. abgekürzt für Villa Inferior angeführt.
Man kann aber wie sonst auf Šolta davon ausgehen, dass der Ort schon in der Antike besiedelt war. Archäologische Funde gibt es in den Fluren Bunje, Mirine und Studenac im Westen sowie Pod Mihovil und Svilaja im Süden. Bekannt sind Reste von Wirtschaftsgebäuden, Gräbern, Fragmente von architektonischen Plastiken und Keramikscherben. Viele Funde der Insel sind im Archäologischen Museum in Split ausgestellt.

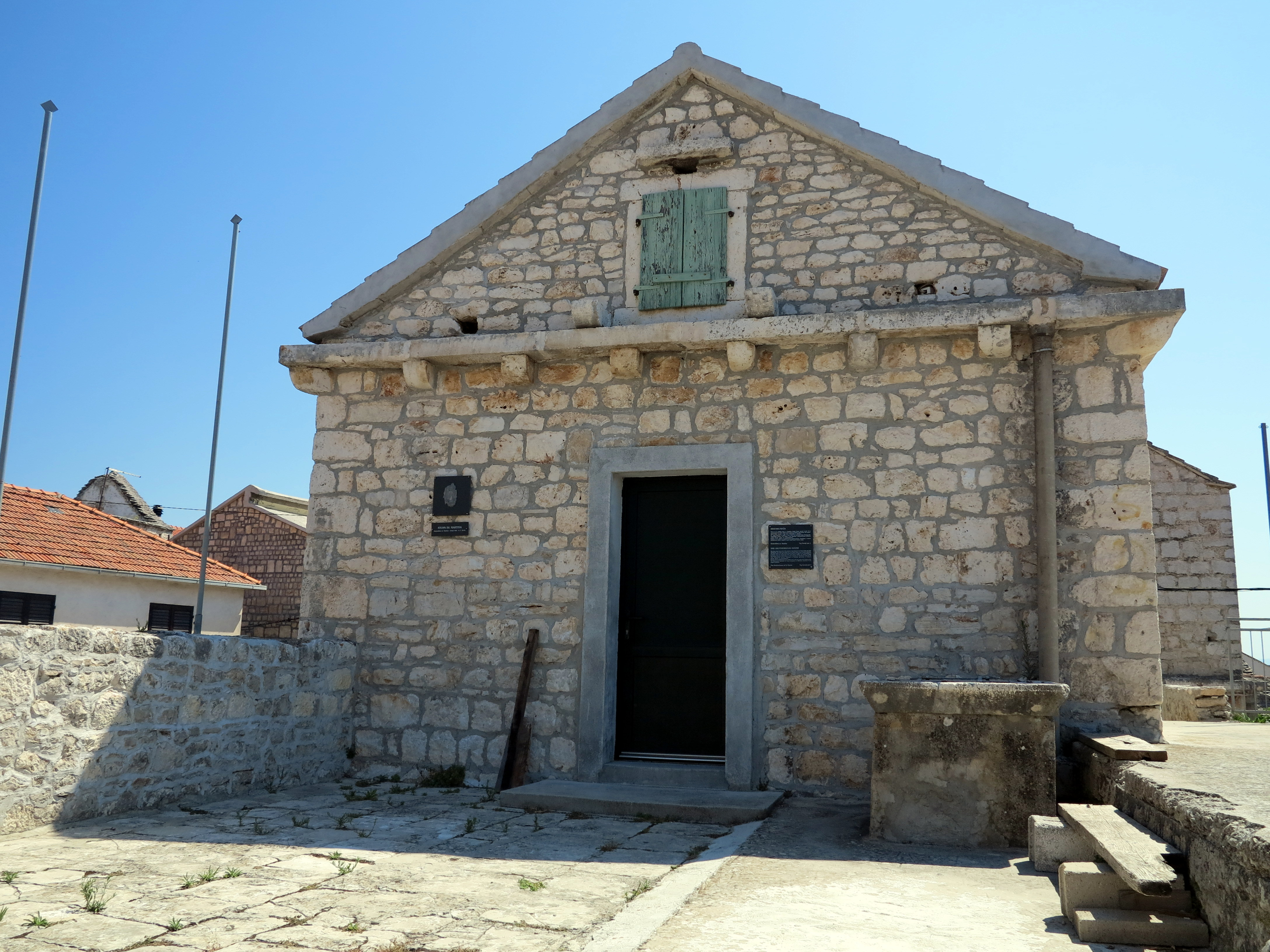
Bruderschaftshaus des Martinskults

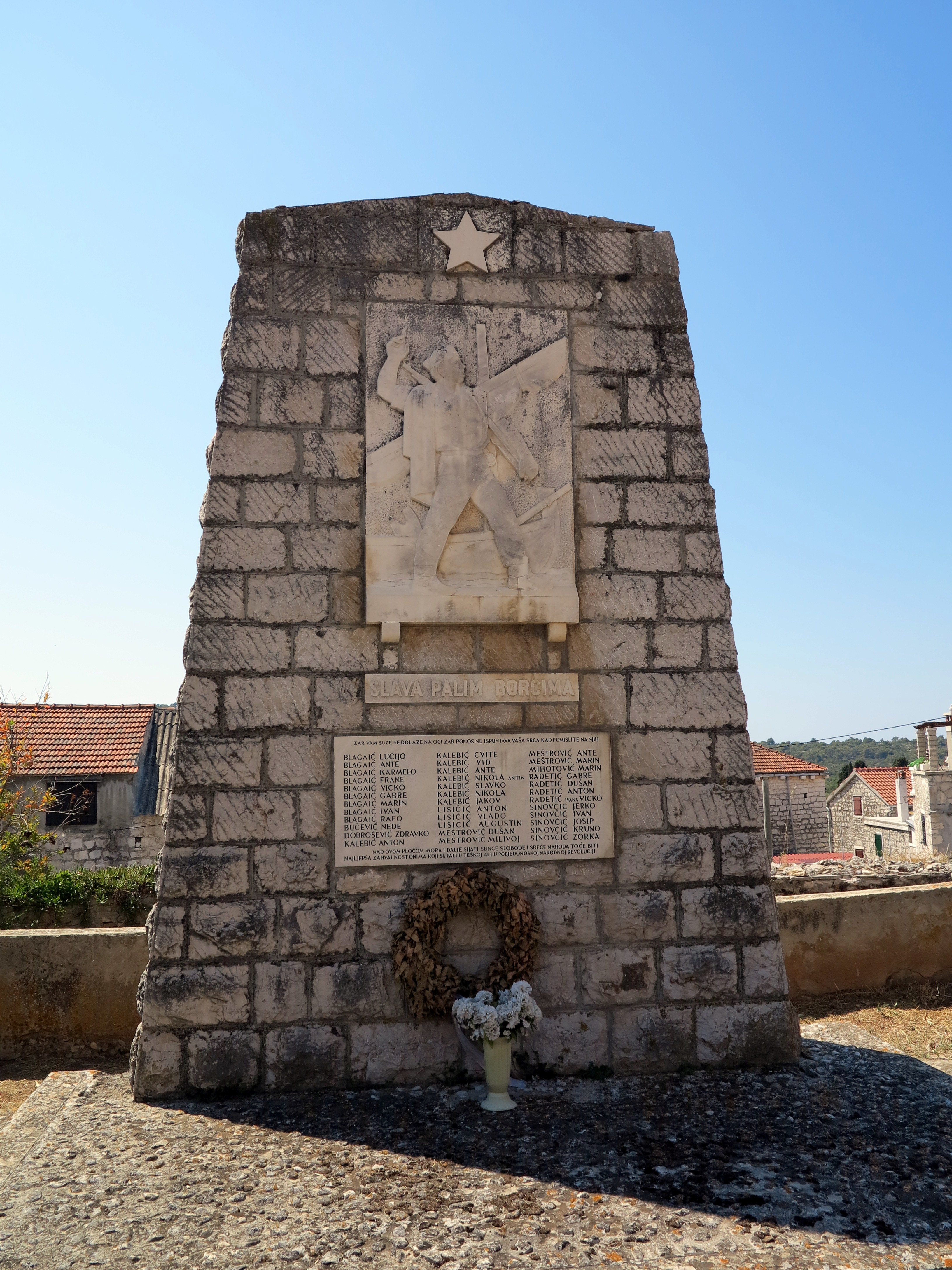
Kriegerdenkmal

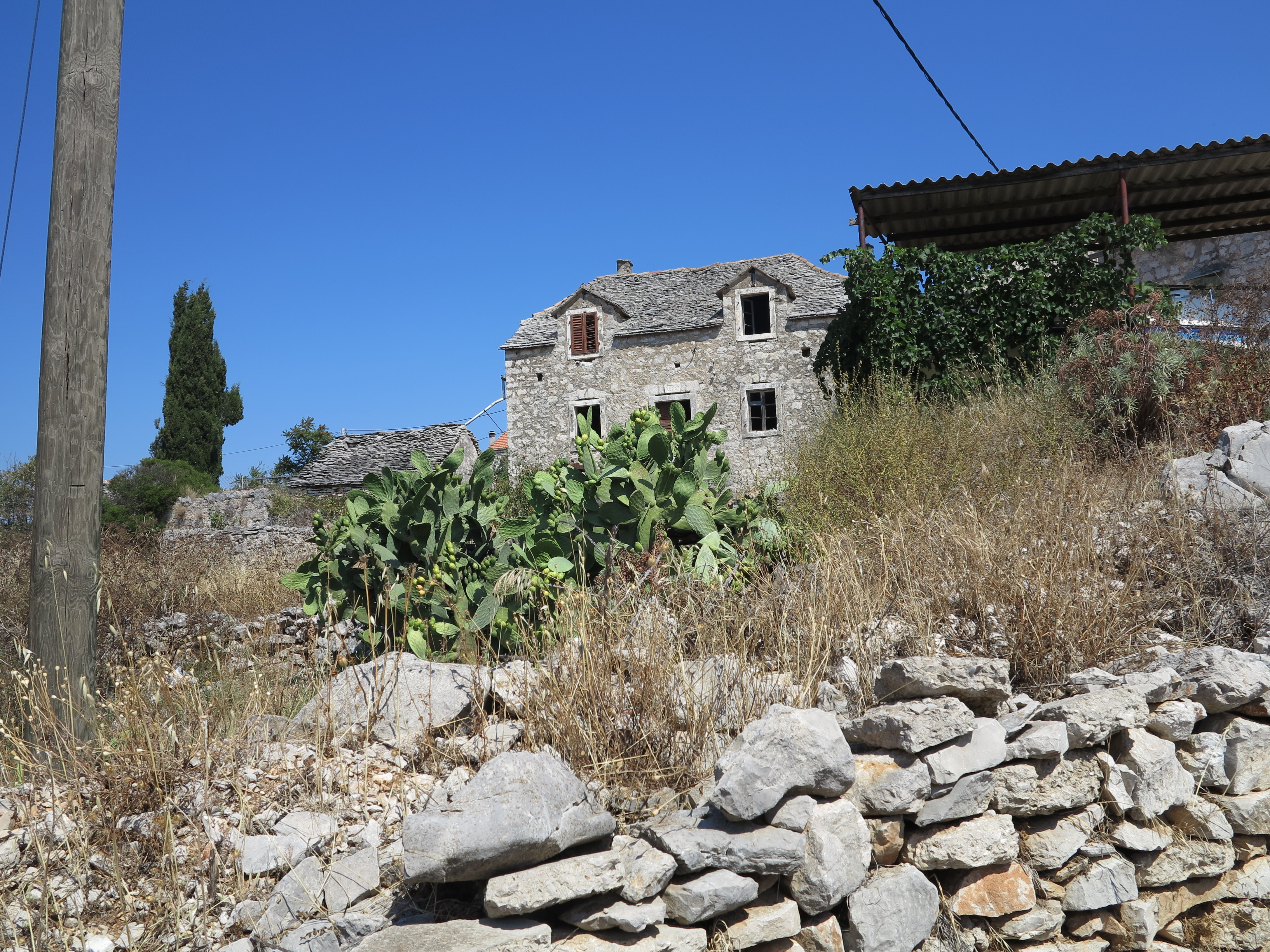
Altes Haus

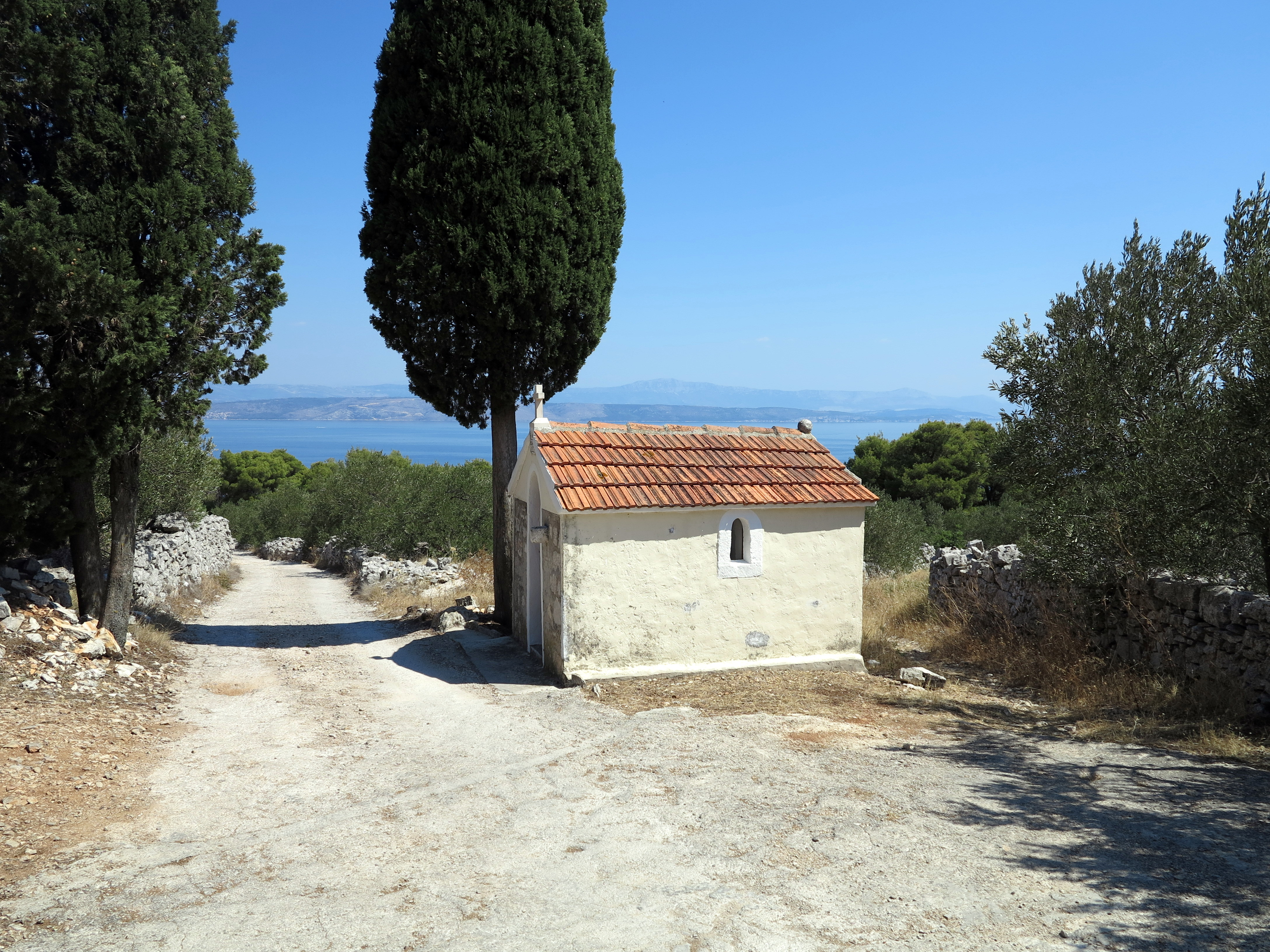
Straße nach Donja Krušica

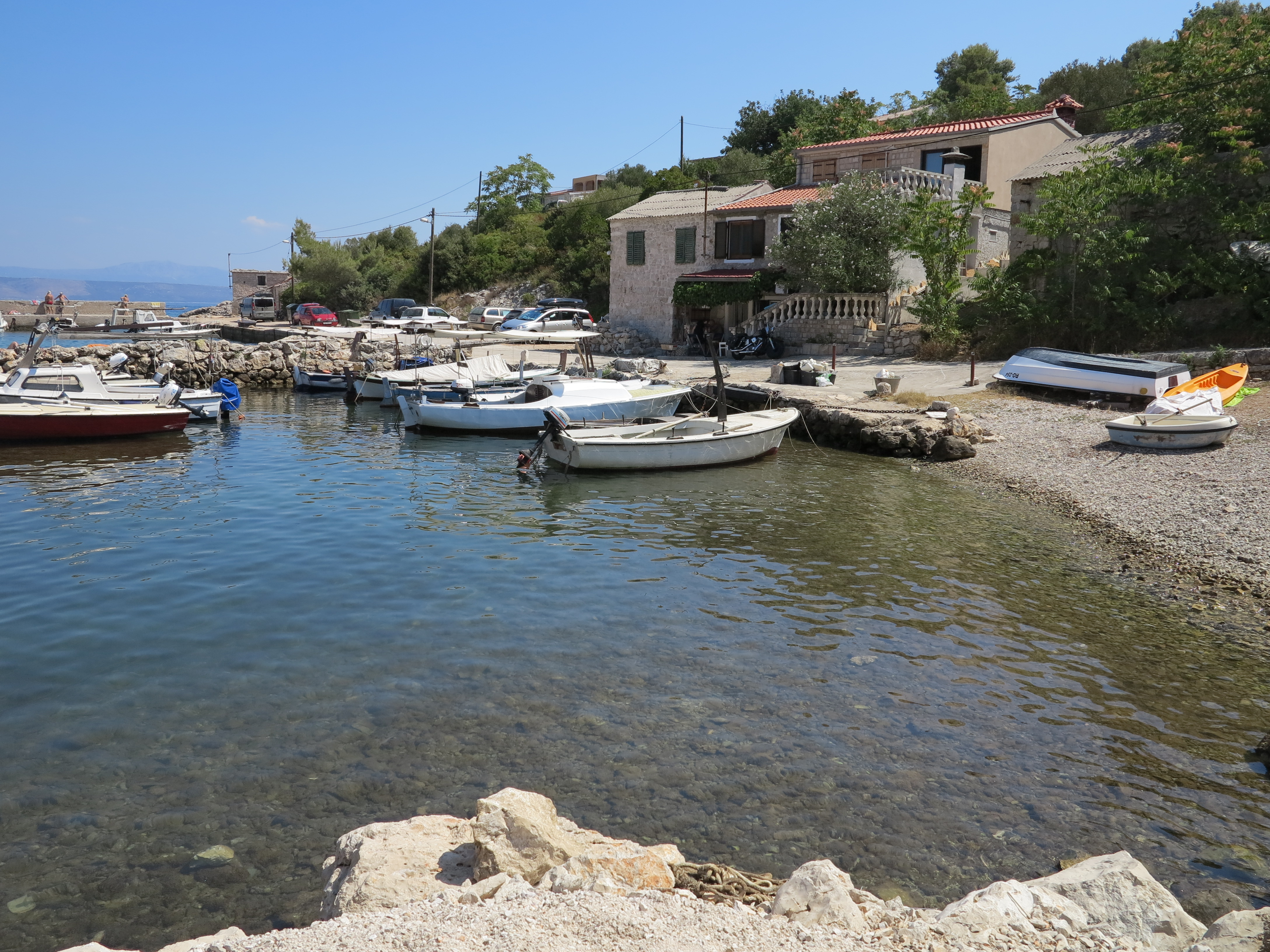
Donja Krušica

Am Hauptweg im zentralen Inselfeld an der Stelle einer früheren Villa rustica steht die in der ersten Hälfte des 18. Jahrhunderts erbaute Kapelle der hl. Jele. Der steinerne Weihwasserkessel karstiak am Kircheneingang ist aus dem Jahr 1746 und mit den Signaturen zweier lokaler Steinmetze versehen. Das Gebäude mit einem Schiff in der Größe von 8,3 m × 5,7 m hat eine halbkreisförmige Apsis und steht auf den Grundmauern einer frühchristlichen Kirche. Als Altar diente ein Sarkophag aus dem 6. Jahrhundert, auf dem man vor rund 100 Jahren ein Triptychon mit der Darstellungen der Maria Himmelfahrt zwischen den Heiligen Dominikus und Sebastian stellte. Rechts vom Altarbild ist die hl. Helena vom Heiligen Kreuz und links der hl. Dujam (Duje), der Schutzpatron von Split, die von einem frühbarocken Altarbild stammen könnten, angebracht. Helena war die Mutter des römischen Kaisers Konstantin, von dem sie zur Augusta ernannt wurde. In der katholischen und der orthodoxen Kirche wird sie als Heilige verehrt. Laut einer lokalen Legende glaubte man, sie stamme von der Nachbarinsel Brač. Konstantins Vater, der römische Caesar Constantius I. war zur Zeit des Kaisers Diokletian Statthalter von Dalmatia mit Hauptquartier in Salona. Constantius musste während einer Jagd auf Brač, da er sich verirrte, in einem Hirtenhäuschen (Bunja) übernachten. Des Hirten Tochter habe seinen zerrissenen Umhang über Nacht vollkommen ausgebessert, er verliebte sich in sie und sie wurde seine Frau.
Die Insel Šolta war vom 14. Jahrhundert bis 1905 im Besitz des Adels von Split bzw. der Katholischen Kirche. Die Nähe zu Split prädestinierte die Insel zu einem wichtigen Lieferanten für Holz, Kalk, Fleisch, Fisch, Öl, Wein, Mandeln Johannisbrot, Feigen und Honig. Die Bewohner waren keine freien Bauern, sondern Pächter des Landes.
Am südlichen Rand des Dorfes wurde in der zweiten Hälfte des 14. Jahrhunderts die Friedhofskirche zum hl. Martin gebaut. Wahrscheinlich gab es hier bereits eine frühchristliche Basilika. 1902 wurde die Kirche noch einmal vergrößert und der Glockenturm im Stil der Neorenaissance angebaut. In den Jahrzehnten um 1900 wurden viele der großen Gebäude errichtet, da viele Auswanderer Geld in die alte Heimat schickten. Das voluminöse Schulhaus wurde 1928 gebaut. In den 1930er Jahren ersetzte man einen einstigen natürlichen Weiher durch eine große Zisterne mit Brunnen Volujak und einen Wassersammelplatz Svilaja. In der Nähe gibt es einen Sarkophagdeckel, der als Tränke diente.
Am Hauptplatz steht ein Kriegerdenkmal der Volksbefreiungsarmee von Josip Broz Tito aus der Zeit der Volksrepublik Jugoslawien. Daneben befindet sich das alte Bruderschaftshaus der Martinverehrer. Auf dem Haus wurde 2010 ein stilisierter „Fußabdruck des hl. Martin“ angebracht, Zeichen der Verbundenheit der Anhänger des Martinskults, der rund 150 Orte in Europa verbindet. Der hl. Martin stammte aus dem pannonischen Sabarien, das heutige Szombathely in Ungarn. Das Haus reicht bis in das 18. Jahrhundert zurück und gehörte einer Schmiedefamilie aus Bosnien. Als das letzte Familienmitglied Ivan Bosna (Mistro Juane Bosna da Spalato) starb, erbte die Bruderschaft vom hl. Martin das Haus. In der zweiten Hälfte des 19. Jahrhunderts diente es als Schulhaus. Ab 1873 wurden landwirtschaftliche Kulturtechniken unterrichtet. Mitglieder der Bruderschaft errichteten 1878 eine Zisterne. 2009/2010 wurde das Haus von der Bruderschaft restauriert und wieder in den ursprünglichen Zustand versetzt.
Das typologisch Grohote ähnliche Dorf, dessen Wurzeln in das Mittelalter zurückgehen, liegt am Berghang am Rande der fruchtbaren Ebene. Die Häuser stehen, von gewundenen Gassen durchzogen, dicht beieinander. Im 17. Jahrhundert lebten hier zehn, im 19. Jahrhundert vierzehn Familien. Die Höfe waren wegen der Piratengefahr immer von Steinmauern umschlossen und hatten außer dem Haupteingang im Erdgeschoss keine Öffnung. Da Šolta im Grenzgebiet zwischen dem Osmanischen Reich und der Republik Venedig lag, war die Gefahr von Überfällen, insbesondere durch die Piraten von Omiš groß, weshalb es über Jahrhunderte nur mehr Orte im Inselinneren gab. Ein wirklicher Schutz war ohne Festungstürme aber nicht zu erreichen. Am Festtag Johannes‘ des Täufers im Jahre 1669 verwüsteten die Piraten aus Ulcinj das Dorf Donje Selo und 64 Männer wurden als Sklaven mitgenommen. Als die schönsten erhalten gebliebenen Höfe gelten jene der Familien Blagaić, Begović, Lisičić und Kalebić-Vidošev.
Die Häuser und der Schutzhafen für Fischerboote in Donja Krušica entstanden im 18. Jahrhundert.
Mit dem Nachbardorf Srednje Selo ist man in Freund- und Feindschaft verbunden. Die Bewohner Donje Selos wurden oft damit geneckt, dass sie blöd wären, da sie nur untereinander heiraten würden.

## Persönlichkeiten
- Vjekoslav Blaškov (1912–1948), geb. in Donje Selo, Offizier, Politiker und Journalist